# Hanno Möttölä
Hanno Aleksanteri Möttölä (Helsinki, 1976. szeptember 9. –) finn kosárlabdázó, az első finn játékos, aki az NBA-ban játszott. Összesen nyolcszor választották Finnország legjobb férfi kosárlabdázójának.

## Pályafutása
Möttölä az University of Utahra járt, és ott Rick Majerus edző irányítása alatt kosárlabdázott. Kezdőjátékos volt abban a csapatban, amely az 1998-as bajnokság döntőjében vesztett a Kentucky ellen. 2000-ben igazolt az NBA-ban játszó Atlanta Hawks csapatához, ahol két évadon át játszott. A két évad alatt 155 mérkőzésen szerepelt, mérkőzésenként átlagosan 15,2 percig. Visszatérve Európába spanyol első osztályban játszott a TAU Cerámicánál, Utána Olaszországban a Skipper Bolognánál és a Scavolini Pesarónál, az orosz Szuperligában az Gyinamo Moszkvánál, a litván első osztályban a Žalgiris Kaunasnál és a görög első osztályban az Arisnál.
A finn válogatottban 1996 és 2014 között 165 mérkőzésen szerepelt, és 1901 pontot szerzett.
2008. szeptember 26-án bejelentette visszavonulását, de kilenc hónap múltán visszatért a kosárlabdához. 2009. szeptemberben a finn Torpan Pojathoz igazolt, ahol négy évadon át játszott. Ez idő alatt a csapat feljutott az első osztályba (2009–10) és bejutott a finn kosárlabda-kupába (2010–11), illetve harmadik helyen végzett a bajnokságban (2011–12).
Jelenleg (2017-ben) a Finn Kosárlabda Akadémián dolgozik. Tanítványa, Lauri Markkanen, szintén felkerült a NBA-ba, ahol a Chicago Bulls csapatában játszik.

## Fordítás
- Ez a szócikk részben vagy egészben  a   Hanno Möttölä című angol Wikipédia-szócikk ezen változatának fordításán alapul.  Az eredeti cikk szerkesztőit annak laptörténete sorolja fel. Ez a jelzés csupán a megfogalmazás eredetét és a szerzői jogokat jelzi, nem szolgál a cikkben szereplő információk forrásmegjelöléseként.
- Ez a szócikk részben vagy egészben  a   Hanno Möttölä című német Wikipédia-szócikk ezen változatának fordításán alapul.  Az eredeti cikk szerkesztőit annak laptörténete sorolja fel. Ez a jelzés csupán a megfogalmazás eredetét és a szerzői jogokat jelzi, nem szolgál a cikkben szereplő információk forrásmegjelöléseként.